# Edward Budny
Edward Budny (* 24. Mai 1937 in Kozy) ist ein ehemaliger polnischer Skilangläufer.
Budny, der für den Kolejarza Bielsko-Biała und den WKS Zakopane startete, trat international erstmals bei den Nordischen Skiweltmeisterschaften 1962 in Zakopane in Erscheinung, wobei er den 22. Platz über 15 km errang. Bei seiner einzigen Teilnahme an Olympischen Winterspielen im Februar 1964 in Innsbruck belegte er den 35. Platz über 30 km, den 28. Rang über 15 km und den achten Platz zusammen mit Józef Gut-Misiaga, Tadeusz Jankowski und Józef Rysula in der Staffel. Bei den Nordischen Skiweltmeisterschaften 1966 in Oslo kam er auf den 32. Platz über 30 km sowie auf den siebten Rang mit der Staffel und bei den Nordischen Skiweltmeisterschaften 1970 in Štrbské Pleso auf den 55. Platz über 15 km. Bei polnischen Meisterschaften siegte er jeweils zweimal mit der Staffel von WKS Zakopane (1967, 1969) sowie über 15 km (1963, 1970) und einmal über 30 km (1967). Nach seiner Karriere war er von 1973 bis 1982 als Trainer der polnischen Skilanglauf-Nationalmannschaft tätig.